# Йован
Йован (Кирилиця: Јован, староцерк.-слов. Їωан)- сербське чоловіче ім'я, еквівалент англійського «Джон» або слов'янського Іван.

## Відомі люди на ім'я Йован
- Йован Бранкович, сербський тиран і святий, помер 1502
- Йован Белчер (1987 – 2012), американський футбольний півзахисник
- Йован Цвіїч, сербський географ (1865 – 1927)
- Йован Дероко (1912 – 1941), сербський воєначальник під час Другої Світової Війни
- Йован Драгаш, сербський шляхтич 14-го століття
- Йован Йованович Змай (1833 – 1904), сербський поет
- Йован Карамата, сербський математик (1902 – 1967)
- Йован Карло Вільяльба, американський художник (народився 1977)
- Йован Кіровскі, американський футбольний гравець і тренер (нар. 1976)
- Йован Монастерлія (1683 – 1706), австрійсько-сербський офіцер, командувач сербського ополчення
- Йован Ненад, сербський шляхтич 16-го століття, що ненадовго відірвав великі території Королівства Угорщини, 1526 – 1527 (іменував себе імператором)
- Йован Олівер, сербський шляхтич 14-го століття, Великий воєвода
- Йован Углеша, сербський деспот Серреса 1365 – 1371
- Йован Урош, сербський деспот Фессалії 1370 – 1373
- Йован Володимир, сербський монарх і святийо, правив Дуклією від 990 до 1016
- Йован Харт (1998-теперішній час) - американський футболіст
- Йован Несвануліца (1998-теперішній час) австралійська чоловіча модель
- Йован Маркус-Харт (1998-теперішній час) професійний футболіст AJAX U21